# Fakenham
Fakenham è un paese di 7 357 abitanti della contea del Norfolk, in Inghilterra.